# Bandera de Castelló d'Empúries
La bandera oficial de Castelló d'Empúries té la descripció següent:
Bandera apaïsada, de proporcions dos d'alt per tres de llarg, faixada de tres peces grogues i tres de vermelles, amb el castell blau clar tancat de negre de l'escut, d'alçària 5/6 de la del drap, al centre.

## Història
La bandera de Castelló d'Empúries és la transpoció al drap de l'escut municipal, en què el faixat al·ludeix a les armes del comte d'Empúries i el castell, a la seva residència.
Fou aprovada el 27 de setembre de 2007 pel ple de l'ajuntament de Castelló d'Empúries, el 17 d'abril de 2008 la Generalitat en va donar la conformitat i fou publicada al DOGC el 30 d'abril del mateix any amb el número 5122.